# Bubú de Reichenow
El bubú de Reichenow (Laniarius nigerrimus) és un ocell de la família dels malaconòtids (Malaconotidae) que habita sabanes denses al sud de Somàlia central i la zona costanera oriental de Kenya. Inclàs antany a Laniarius aethiopicus, actualment s'ha classificat a la seua pròpia espècie, arran treballs com Nguembock et al. 2008.